# شام کریسمس

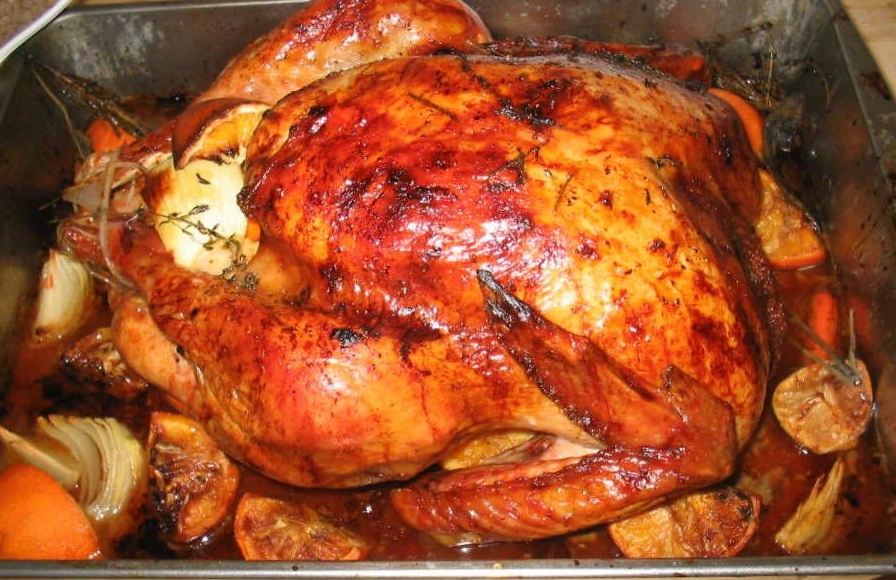
یک بوقلمون پخته شده در فر.

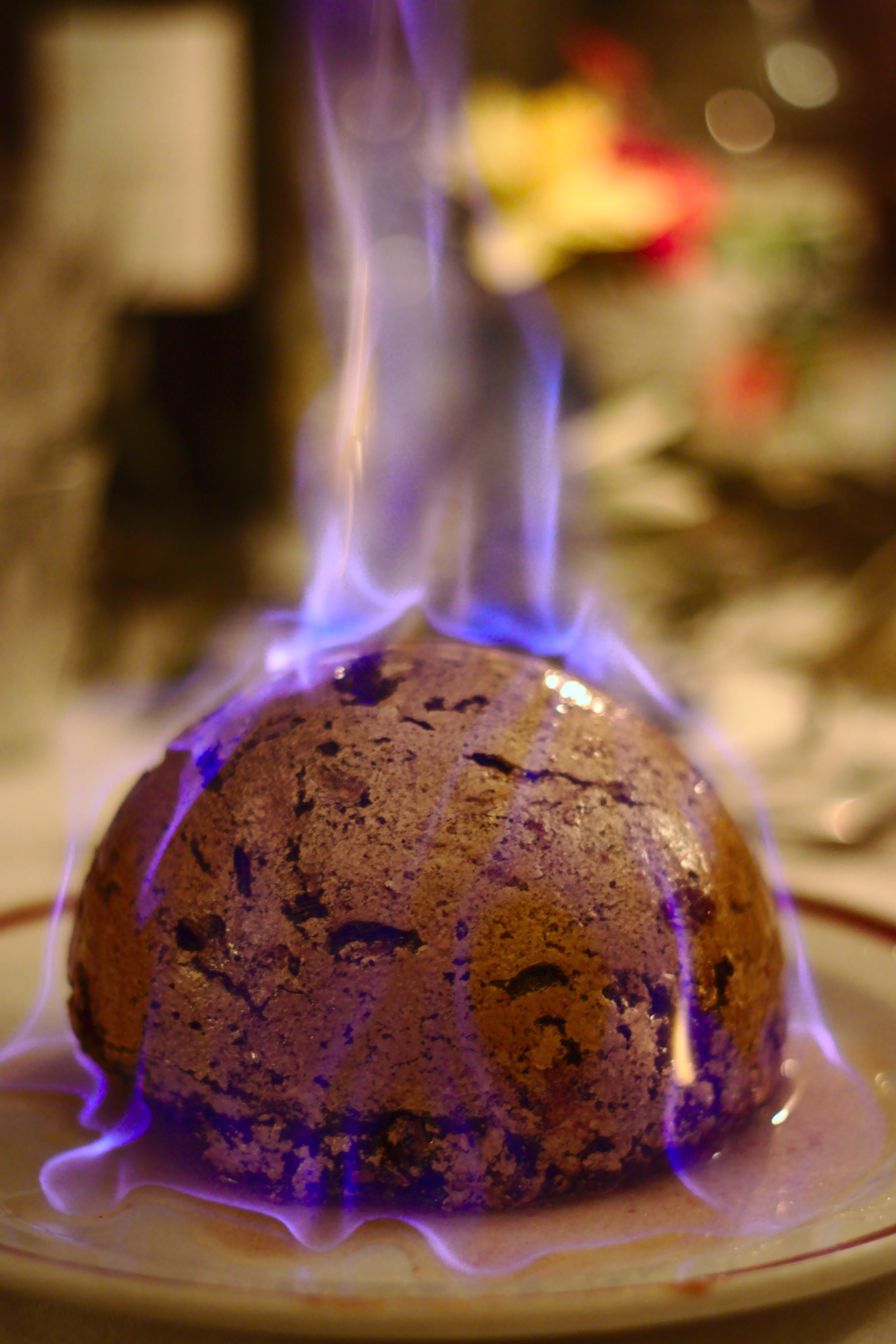
در بسیاری از سنت‌ها از دسر بعد از غذای اصلی لذت می‌برند. در این عکس یک پودینگ کریسمس را پس از ریخته شدن برندی روی آن و شعله‌ور شدن مشاهده می‌کنید.

شام کریسمس وعده غذایی است که به‌طور سنتی در کریسمس خورده می‌شود. این غذا می‌تواند در هر زمانی از شب کریسمس تا عصر روز کریسمس سرو شود. وعده‌های غذایی اغلب غنی و بر پایه سنت جشن روز عید مسیحی هستند و بخش قابل توجهی از گردهمایی‌هایی را تشکیل می‌دهد که برای جشن گرفتن فرا رسیدن عید کریسمس برگزار می‌شود. در بسیاری از موارد، یک عنصر آیینی در سفره مربوط به جشن مذهبی وجود دارد، مانند قول فیض.
وعده غذایی مصرف شده در نقاط مختلف جهان با غذاهای منطقه‌ای و سنت‌های محلی گوناگون است. در بسیاری از نقاط جهان، به ویژه مستعمرات سابق بریتانیا، این غذا تا حدی به شام کریسمس انگلیسی شباهت دارد و بیشتر شامل گوشت بریان شده و پودینگ است. پودینگ کریسمس و کیک کریسمس تکامل یافته‌ این سنت هستند.
در کشورهای بدون سنت طولانی‌مدت مسیحی، غذای کریسمس ممکن است بیشتر تحت تأثیر فرهنگ محلی باشد. برای نمونه در کشور ژاپن غذای آماده از کی‌اف‌سی سرو می شود. 

### اروپا

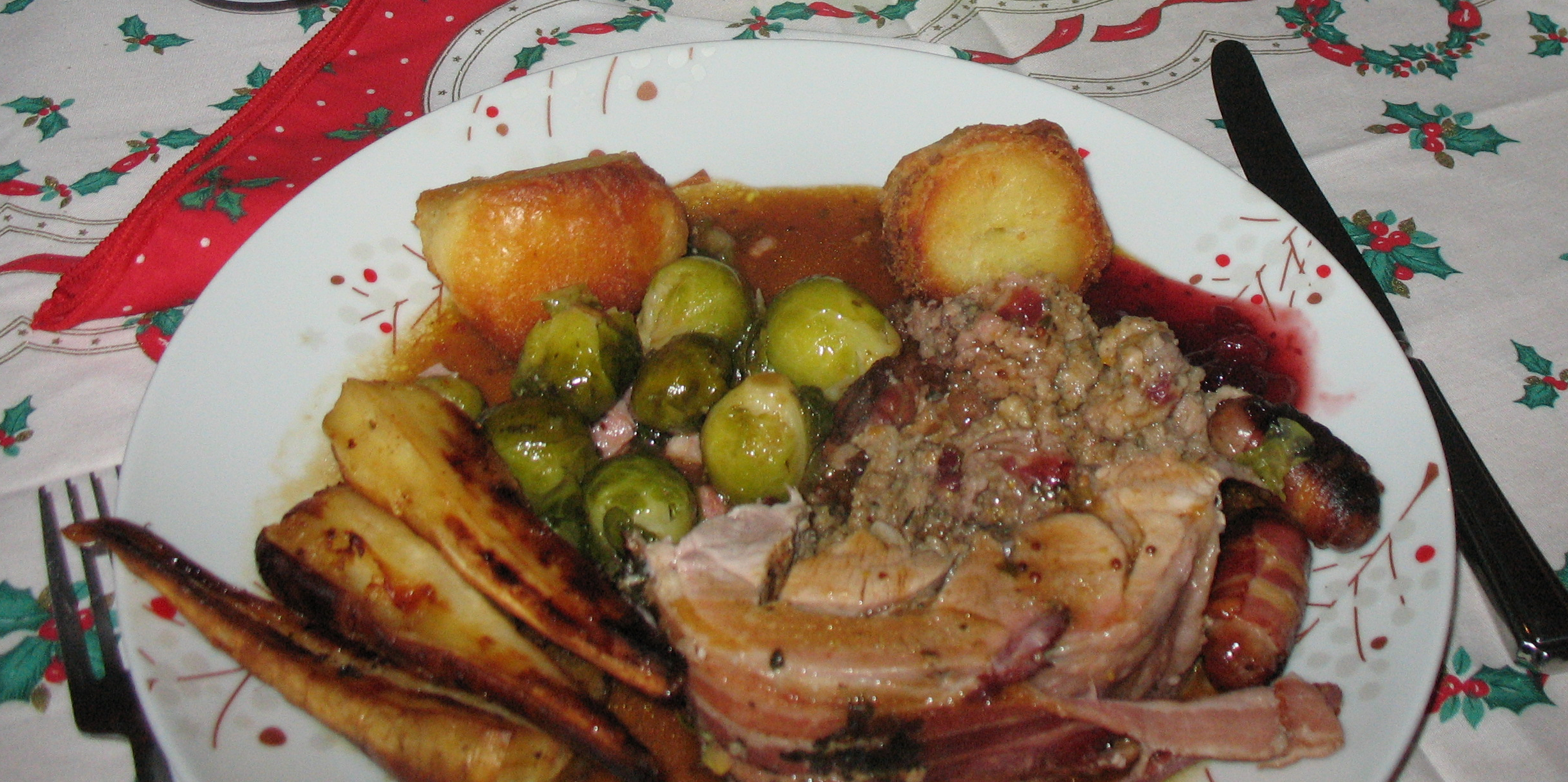
شام کریسمس

#### انگلستان
شام کریسمس در بریتانیا معمولاً شامل بوقلمون برشته، خوراکی‌های شکم پر، سس گریوی، خوک بیکن پیج،    سس توت خرس (با همان کرنبری) یا ژله انگورفرنگی قرمز است. سس نان، سیب‌زمینی کبابی، سبزیجات، به ویژه کلم بروکسل، کلم بروکلی، هویج و ازگیل همراه با دسرهای پودینگ کریسمس، کیک گوشت چرخ کرده یا تریفل، با کره برندی، کاستارد یا خامه. تخمین زده می‌شود که نه میلیون بوقلمون در کریسمس در بریتانیا مصرف می‌شود. این میزان نشان از نصف شدن مصرف بوقلمون در مقایسه با بیست و پنج سال گذشته است، زیرا بزرگسالان جوان‌تر به دنبال جایگزین کردن بوقلمون هستند.
در انگلستان در طول قرن ۱۶ و ۱۷ معمولاً غاز یا کاپون سرو می‌شد و ثروتمندان گاهی از طاووس و قو استفاده می‌کردند.  بوقلمون در قرن شانزدهم بر روی میزهای کریسمس در انگلستان ظاهر شد.   کشاورز قرن شانزدهمی، توماس توسر، اشاره کرده که تا سال ۱۵۷۳ بوقلمون‌ها معمولاً در شام کریسمس انگلیسی سرو می‌شدند.  سنت بوقلمون در کریسمس در قرن هفدهم به سرعت در سراسر انگلستان گسترش یافت،  و همچنین سرو غاز که تا عصر ویکتوریا کباب غالب باقی ماند، رایج شد.  (تأسیس شدن «باشگاه‌های» غاز بسیار رایج بود که به خانواده‌های طبقه کارگر اجازه می‌داد تا در طول سال پس‌انداز کنند و آن را برای خرید یک غاز خرج کنند).  یک صحنه معروف شام کریسمس انگلیسی در سرود کریسمس چارلز دیکنز (۱۸۴۳) ظاهر می‌شود، در جایی که اسکروج یک بوقلمون بزرگ را برای باب کراچیت می‌فرستد.  غذای پودینگ شام کریسمس در بریتانیا اغلب ممکن است پودینگ کریسمس باشد که به انگلستان قرون وسطی بر می‌گردد. 

### آمریکای شمالی

#### کانادا
در کانادای انگلیسی زبان، شام کریسمس شبیه شام بریتانیا است. شام سنتی کریسمس شامل بوقلمون شکم پر با چاشنی، پوره سیب زمینی، سس، سس کرن بری، و سبزیجات است. انواع دیگر ماکیان، رست بیف یا ژامبون نیز استفاده می شود. پای کدو تنبل یا سیب، پودینگ کشمشی، پودینگ کریسمس، یا کیک میوه از خوراکی های اصلی دسر هستند. اگ‌ناگ نیز در فصل تعطیلات کریسمس بسیار محبوب است. این دسر یک پانچ شیری است که غالبا دارای الکل است. سایر اقلام میز کریسمس شامل کلوچه‌های کریسمس، تارت کره و شورت‌برد است که به‌طور سنتی قبل از تعطیلات پخته می‌شوند و در مهمانی‌های کریسمس و سال نو و همچنین در روز کریسمس برای دوستان مهمان سرو می‌شوند.
در کانادای فرانسوی زبان، سنت ها ممکن است بیشتر شبیه سنت های فرانسه باشد (رجوع کنید به  Réveillon).